# يواكيم أندرسن
يواكيم أندرسن (بالدنماركية: Joachim Christian Andersen)‏ (31 مايو 1996 بفريدريكسبرغ في الدنمارك - ) هو لاعب كرة قدم دانمركي في مركز الدفاع. شارك مع منتخب الدنمارك تحت 16 سنة لكرة القدم ومنتخب الدنمارك تحت 17 سنة لكرة القدم ومنتخب الدنمارك تحت 19 سنة لكرة القدم ومنتخب الدنمارك تحت 21 سنة لكرة القدم. أما مع النوادي، فقد لعب مع تفينتي أنشخيدة وJong FC Twente ‏.

## روابط خارجية
- يواكيم أندرسن على موقع الاتحاد الدولي (مؤرشف)  (الإنجليزية)
- يواكيم أندرسن على موقع الاتحاد الأوربي (الإنجليزية)
- يواكيم أندرسن على موقع قاعدة بيانات كرة القدم.إي يو (الإنجليزية)
- يواكيم أندرسن على موقع ليكيب (الفرنسية)
- يواكيم أندرسن على موقع ناشيونال فوتبول تيمز (الإنجليزية)
- يواكيم أندرسن على موقع Soccerbase.com (لاعب) (الإنجليزية)
- يواكيم أندرسن على موقع Soccerway.com (الإنجليزية)
- يواكيم أندرسن على موقع عالم كرة القدم.نت (الإنجليزية)